# 瘟疫

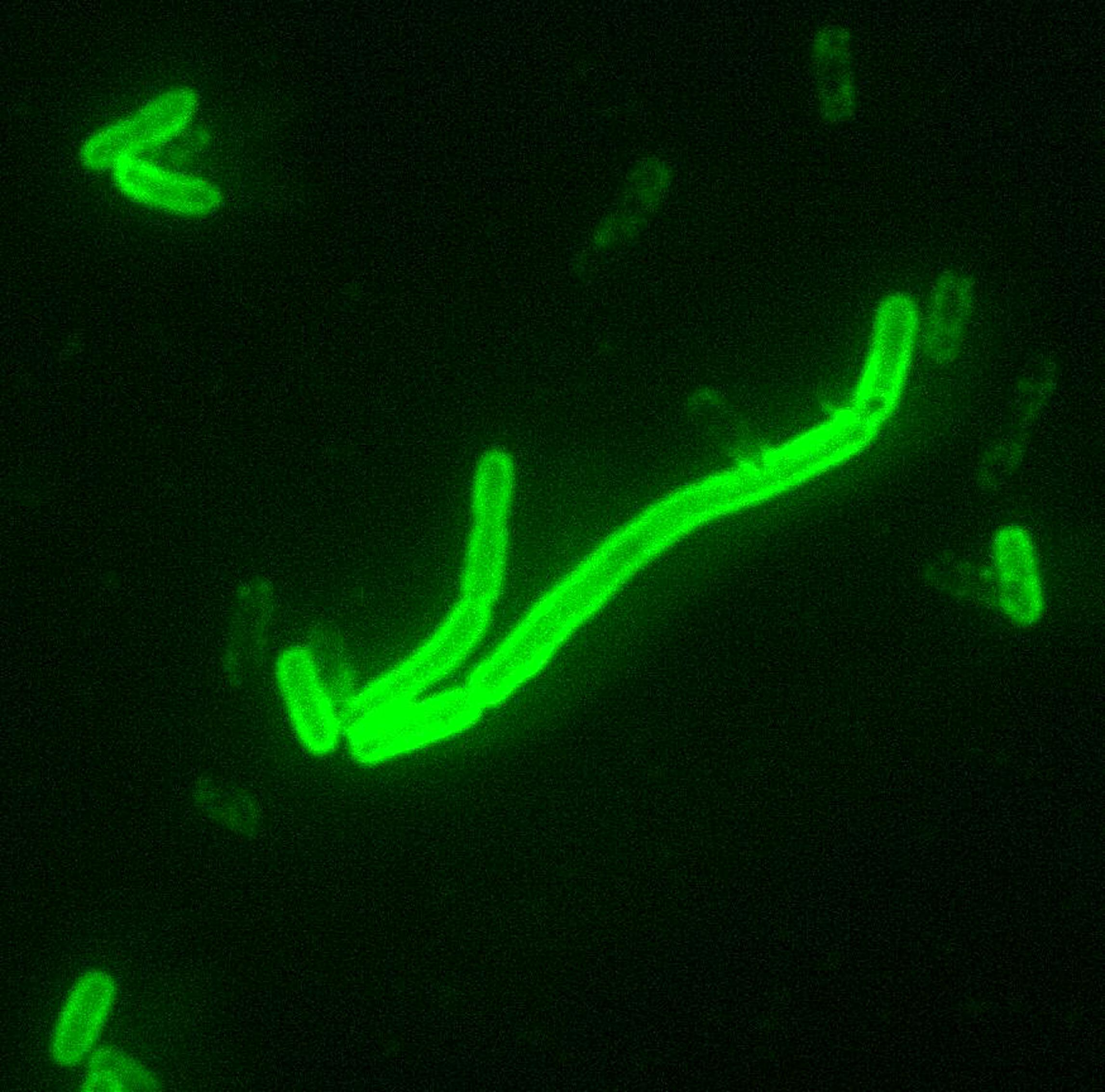
鼠疫的病原體鼠疫杆菌（荧光）

瘟疫（英語：Pandemic），也称大流行，是指某种流行病的大范围爆发，这种疾病往往具有高度的传染性和致命性，可以在短时间内引起大规模的病例和死亡。其规模涉及多个大陆甚至全球（即全球大流行），并有大量人口患病。瘟疫中的流行病多为传染病，而这种流行病也被称为“大流行病”或“大流行性疾病”（英語：Pandemic disease）”。
根據世界衛生組織的定義，瘟疫/大流行的出現應符合下列條件：
1. 一種新病原体在人群中出現；
2. 病原体可感染人，并能引起嚴重症状；
3. 病原易傳染，特別是在人與人之間傳染。

## 字源

### 瘟疫
根據中國古籍著作《集韻》·平聲·魂韻：「瘟，疫也。」，而唐代作家柳宗元於《永州龍興寺息壤記行文》：「南方多疫，勞者先死。」，至於瘟疫一詞乃自古沿用至今，最早運用此字的著作，可能為《抱朴子》·內篇·微旨：「經瘟疫則不畏，遇急難則隱形。」

### 大流行
大流行一詞，始見《孟子·公孫丑上》：「德之流行，速於置郵而傳命。」三國演義·第一回：「中平元年正月內，疫氣流行，張角散施符水，為人治病。」
近代日本和製漢語對譯西方傳染流行病學（Pandemic）概念後，復廣為東亞文化圈使用。
「流行」依照其字義拆解而來。一般使用拉丁字母、希臘字母的語言對疾病大流行的稱呼，皆源自希臘文合併，表示「泛」聯合「人群」，也就是在人群中廣泛流行之意。

## 瘟疫历史年表
歷史上曾出現过多次瘟疫，許多都與動物有關，諸如流行性感冒、肺結核、鼠疫、肺炎等，而疾病大流行除了可造成死亡、摧毀城市、政治、國家、瓦解文明，甚至可以殲滅族群、物種，若人類有幸得以控制疫情，則可能更加健全醫療品質、改革制度，進而提升人類福祉。下表依照時序將歷史上發生之主要瘟疫列為簡表，若需了解各次大流行概況，可參看主條目表中別稱之連結，若需參考各疾病較詳細內容可參看链接。

## 現在和未來可能的瘟疫

### 快速致死疾病
伊波拉病毒、拉薩熱、裂谷熱、馬堡病毒、玻利維亞出血熱都具高度傳染性並且能快速致人於死，理論上將可能造成廣大的流行。然而這些疾病的擴散能力卻也因此受到侷限，患者還不及將病原散佈便喪命，加上這幾種疾病都需要近距離接觸才會傳染，至今尚未在全球發生大流行，但基因突變的可能性，將有機會提高它們的蔓延潛力。

### 抗藥性
具有抵抗抗生素能力的超級細菌可能使得已獲得控制之疾病再度活躍，醫療專業人員已發現許多結核病的病原，對多種傳統有效的藥物已產生多重抵抗力，使得治療方式日益困難，而金黃色葡萄球菌、粘質沙雷氏菌都有類似強力抵抗如萬古黴素等抗生素的現象，並且造成嚴重的院內感染。

### 後天免疫缺乏症候群
人類免疫缺乏病毒是造成愛滋病的元兇，今日已是全球大流行的疾病之一，國際間目前提出許多計划企圖壓制這種疾病的傳播，但由於對疾病的認知宣導和衛生的性教育至今無法完善，毒品針頭共用等因素，加上社會普遍歧視患者的惡化，使得罹患人口逐年攀升，每年死亡人數亦持續成長。

### 嚴重急性呼吸道症候群

#### 第1型
2002年末出現的SARS是一種具有高度傳染力及高致死率的非典型肺炎，由冠狀病毒引起，由於對於新興傳染病的預測和危機意識，國際間透過世界衛生組織連袂決策，在它發生全球性的大流行之前予以遏止，全球最終只有8,096人確診感染，但總死亡人数則達774人，而全球死亡率高達9.56%，部分地區更高於13%。然而，目前此疾病尚未根除，仍有可能再度引發醫療問題。

#### 第2型
而2019年末開始出現了其變種2019冠状病毒病，雖然致死率在大部分地區低於SARS，但總確診及死亡人數則遠超其，专家则认为其传染性与流感病毒相似。由此在2019冠状病毒病疫情中大部分被SARS事件波及的國家与地區的感染人数与死亡人数也是遠超當時，甚至破千倍。
此次疫情被多个国际组织与媒体形容为是继第二次世界大战后最严峻的危机和最嚴重的疫情，遠遠甚於SARS的狀況，並造成史無前例的其他影響比如對經濟造成不小衝擊，同时也是抗生素普及後上最严重的大流行瘟疫。全球病例死亡率為1.02%，而Delta變種在英格蘭錄得0.04%（50歲以下）及6.5%（50歲以上）無疫苗病例死亡率。總確診人数在2023年3月10日時达到了SARS的29322倍，而死亡人數则达到了6260倍，更引出了世界各地長期以來的各種問題以及各種陰謀論，以及接觸病毒人數越來越多，而病例死亡率趨於下降。

### 流行性感冒和禽流感
歷史上流行性感冒平均每20至40年便出現一次全球大流行，而2004年2月，越南出現禽流感的流行病，令人擔心新型流感出現的可能。结果H5N1病毒與人類現行流感病毒出現基因轉換，新型流感將可能出現，並獲得人對人的高度傳染性，也可能造成人類大量死亡，儘管目前對未來的推測不可認為完全正確，但若能有效預防，應能減少未來的恐慌或損失。

## 世界衛生組織的對策
世界衛生組織已針對流行性感冒可能的大流行研議出一套全球備戰計畫，定義了瘟疫的各種等級和發展階段，架構出聯合國在瘟疫發生時的運作角色，也對世界各國提出事前的準備建議。
預備期
- 第一階段：未有新型流行性感冒病毒在人類中發現。
- 第二階段：出現新型流行性感冒病毒，主要只感染動物，但病毒變異可能威脅人類。

警戒期
- 第三階段：人類受到新型流行性感冒病毒感染，但未出現或只有少量人傳人個案。
- 第四階段：病毒人傳人個案增加，有持續人傳人的趨勢。
- 第五階段：病毒出現大量人傳人的案例。

瘟疫期
- 第六階段：爆發大流行，造成族群間的廣泛傳染。到這裡時，應該是國際關注的突發公共衛生事件

## 生物武器
瘟疫也曾被用來當成生物武器。1346年時，蒙古軍將死於瘟疫的屍體丟到圍困的克里米亞的卡法（今日俄羅斯的费奥多西亚），札尼別時代的蒙古軍中，多人得了瘟疫，在長期圍困後，蒙古軍將因瘟疫的死屍體丟到城內，試圖傳染給城內的居民。這可能是導致黑死病在歐洲蔓延的原因之一。
美洲原住民在和旧大陆的探險隊接觸後，因為探險隊也引入許多致命的疾病，造成美洲原住民的大量死亡。有記載對美洲原住民的細菌戰只有一次，是在法國－印第安人戰爭後期，約1763年的龐蒂亞克戰爭中，是由英國指揮官杰弗裡·阿默斯特曾想將有天花病毒的毯子送給印地安人。可是不確定後來是否真的讓印地安人感染天花。
中國抗日戰爭（1937-1945）期间，日本军队的731部队为从事生物战细菌战研究而对成千上万的人进行人體實驗，其中大多数是中国人。在军事战役中，日本军队对中国軍人和平民也使用过细菌武器，造成霍乱、炭疽病、鼠疫等疾病流行，使大约40万中国平民丧生。
已知可被用于战争的疾病包括炭疽病、埃博拉、马尔堡病毒、鼠疫、霍乱、斑疹傷寒、落磯山斑點熱、兔熱病、布魯氏菌病、Q型流感、玻利维亚出血热、球孢子菌病、馬鼻疽、類鼻疽、志賀氏菌、鸚鵡熱、流行性乙型脑炎、裂谷熱、黄热病和天花等。